# Кантелуп (Манш)
Кантелуп (фр. Canteloup) насеље је и општина у северној Француској у региону Доња Нормандија, у департману Манш која припада префектури Шербур-Октевил.
По подацима из 2011. године у општини је живело 208 становника, а густина насељености је износила 48,6 становника/km². Општина се простире на површини од 4,28 km². Налази се на средњој надморској висини од 120 метара.

## Демографија
| 1962. | 1968. | 1975. | 1982. | 1990. | 1999. | 2011. |
| ----- | ----- | ----- | ----- | ----- | ----- | ----- |
| 159   | 167   | 155   | 174   | 189   | 174   | 208   |

График промене броја становника у току последњих година